# Брати Сафронови
Брати Сафронови (Ілля, Сергій та Андрій) — колектив російських ілюзіоністів, акторів і телепровідників, який існує з 2002 року. Став популярним завдяки проекту «Битва екстрасенсів» і видовищному ілюзійному шоу в етері Першого каналу «Спалення живцем».

## Біографії

### Ілля Сафронов
Ілля Сафронов народився 12 квітня 1977-го в Москві. У 2001-му закінчив Щепкінське театральне училище (курс Сафронова). Працював у рекламі.
У 22 роки побачив шоу Коперфілда й не залишився байдужим до світу магії. У колективі займає посади режисера та виконавця.

### Сергій Сафронов
Сергій Сафронов народився 30 вересня 1982-го в Москві. Сім років працював у театрі «Современник» на посаді актора. Працював у рекламі.
У школі брав участь у дитячих театральних постановках. Знімався в «Єралаші» (сюжет «Знайомство»), й у «Фітілі» (сюжет «Нові часи», 1993). Змалку мріяв стати чарівником. Закінчив училище циркового й естрадного мистецтва.
У колективі займає посади сценариста та виконавця.
Одружений, має двох дітей.

### Андрій Сафронов
Андрій Сафронов народився 30 вересня 1982-го в Москві. Сім років працював у театрі Бондарчук Наталія Сергіївна на посаді актора. Працював у рекламі.
У школі брав участь у дитячих театральних постановках. У чотирнадцятирічному віці виграв у передачі «Сам собі режисер» головний приз року — автомобіль. Закінчив училище циркового та естрадного мистецтва.
У колективі займає посади постановника трюків і виконавця.

## Історія шоу

### 2002рік
Брати Сафронова мають акторську та режисерську освіти. Як ілюзіоністи працюють з 2002-го.
Уперше їх творчість відкрив для телепровідник програми «Що? Де? Коли?» Борис Крюк, у прямому ефірі Першого каналу ілюзіоністи продемонстрували номер «Спалення заживо».
19 жовтня Сафронови брали участь у концерті UDO (Accept) і DORO (Warlock) на міжнародному рок-фестивалі «ROVER FEST» у Лужниках.
Разом з Олександром Цекало розробляли трюки для мюзиклу «12 стільців».

### 2003рік
Спеціально для швейцарського телебачення брати Сафронова розробили й самі продемонстрували ексклюзивний трюк «Телепортація людини з Женеви в Монтре», продюсером виступив Борис Краснов.
У Московському Палаці Молоді ілюзіоністи організували несподівану появу Світлани Сурганової на її концерті, присвяченому новому альбому «Кораблі».
Стартує постійна рубрика у щотижневій програмі «Очевидець» з Іваном Усачовим, в якій брати Сафронови протягом року демонстрували свої трюки звичайним перехожим на вулицях Москви.

### 2004рік
На каналі російському телеканалі М1 брати Сафронови мали рубрику «Школа чарівництва», де вони навчали телеглядачів найпростішим і неймовірно ефектним фокусам.
Спільно з Олександром Цекало розробляли ілюзійні трюки для щорічної церемонії нагородження в галузі музики «Срібна калоша».

### 2005рік
Підготовка та виконання ілюзійних трюків для десятої ювілейної премії «Золотий грамофон», яка проходила в Кремлі.

### 2006рік
Брати Сафронови супроводжували своїми номерами низку музичних концертів: петербурзький концерт Світлани Сурганової («Сурганова й оркестр»), перший сольний рок-концерт Олександра Пушного, концерт Сергія Шнурова, й інших.

### 2007рік
Брати Сафронови запрошені співпровідниками нового реаліті-шоу Михайла Пореченкова «Битва екстрасенсів» на каналі ТНТ.

### 2009рік
У січні стартував новий телевізійний проект братів Сафронових — 17-серійний фільм про магію та ілюзії «Чудо-люди». В ньому ілюзіоністи демонструють свої неймовірні здібності людям на вулицях різних міст Росії.

### 2011рік
Спільно з братами Запашними виступили на сцені МСА «Лужники» з шоу «Легенда». Безпрецедентне видовище, яке не має аналогів у світовій індустрії розваг, об'єднало в собі всю силу та ресурси «Цирку Брати Запашні» з фантастичними можливостями найкращих російських ілюзіоністів.

### 2012рік
На Новому каналі виходить програма «Україна чудес». На даний момент ідуть зйомки «Україна чудес 2»

## Номери
- Левітація
- Келих крізь стіл
- Вантажівка на людину
- Згоряння в клітці
- Дівчинка на стільці
- Розпилювання
- Карта в метро
- Мобільний крізь скло
- Поява
- Банка коли
- Карта в машину
- Гачок з ока
- Пірокінез
- Відпилювання руки
- Згоряння в автомобілі
- Самоспалення
- Гамівна сорочка
- 10 рублів на 10 доларів
- Годинники в кризі
- Дзеркало
- Карта крізь скло
- Злови карту рукою
- Вертоліт
- Гвіздок у ногу
- Ложки
- Розмін 100—50
- Запалювання лампочки
- Карта на мотоциклі
- Вплив на лампочку
- Метаморфоза
- Нахил
- Нитка з живота
- Пересування предметів
- Злови рубель
- Розірвати купюру
- Розпилювання на рейках
- Крізь ґрати
- Рибки в келиху
- Скидання з дому
- Вплив на купюру
- Вода на сніг
- Сіль і перець
- Сумка
- Вгадати ім'я
- Шнурок
- Мобільний
- Нитка у вусі
- Ключ у воду